# Battaglia di Glen Fruin
La battaglia di Glen Fruin fu combattuta il 7 febbraio 1603 tra gli uomini e gli alleati del clan Gregor guidati da Alasdair MacGregor e quelli del clan Colquhoun guidati da sir Humphrey Colquhoun di Luss nei pressi del Loch Lomond, nella Contea di Dunbartonshire.
Nonostante lo scontro risultò essere una pesante vittoria dei MacGregor, tuttavia essa fu una vittoria di Pirro, in quanto segnò l'inizio di una terribile e sistematica persecuzione contro questo clan, che portò a una sua inesorabile decadenza.

## Fatti antecedenti allo scontro

### L'atto del 1587
Con l'avvento di Giacomo VI sul trono scozzese, la corona aveva deciso di far emanare dal Parlamento un atto tramite il quale colmare la situazione di anarchia e di vuoto di potere che imperversava nella regione delle Highlands, territorio di disputa tra i vari clan scozzesi. Con tale atto, infatti, emanato nel 1587, si prevedeva che ogni capoclan scozzese dovesse offrire alla corona una garanzia quantificabile in denaro (e proporzionale al numero degli affiliati al clan e alla vastità dei propri possedimenti) per la buona condotta dei membri e degli alleati del proprio clan. Al fine di assicurare tale somma, diversi signori locali furono letteralmente costretti alla bancarotta, e tra questi si trovò anche il clan dei MacGregor. Questo clan occupava una posizione strategica all'interno del territorio delle Highlands ed erano dediti spesso ad attività di razzie nei confronti degli abitati delle Lowlands scozzesi, potendo poi trovare facilmente rifugio nelle loro tenute sul Loch Katrine, o più a nord verso Glen Lyon e Rannoch. In realtà tali attività illegali erano necessarie alla loro sopravvivenza, da quando i MacGregor avevano perso i loro antichi possedimenti in favore del clan dei Campbell di Glenorchy.

### La persecuzione del clan MacGregor
Questa situazione peggiorò notevolmente quando, giunto a capo del suo clan, Alasdair MacGregor fu coinvolto nel 1589 nell'assassinio da parte di alcuni membri del suo clan del sovrintendente della corona John Drummond, il quale, accusato di aver giustiziato facendoli impiccare per bracconaggio, alcuni uomini del clan MacGregor, venne a sua volta assassinato per rappresaglia. Quando gli omicidi portarono la testa della vittima al cospetto di Alasdair MacGregor, costui benedisse formalmente la loro vendetta, imponendo su di essa le sue mani. Come rappresaglia la corona scozzese indisse una commissione di fuoco e spada, ovvero una speciale commissione d'inchiesta dotata di poteri particolari, tra i quali il potere di esercitare la giustizia sommaria oltre all'immunità per le conseguenze di ogni decisione presa nel corso delle indagini. A capo della commissione furono posti George Gordon, I marchese di Huntly e Archibald Campbell, VII conte di Argyll, i quali diedero luogo a un'accesa persecuzione contro i MacGregor, arrestando 139 persone e confiscando numerose terre. La rappresaglia della corona scozzese fu però in parte vanificata dai clan confinanti che in parte simpatizzavano con i MacGregor ed in parte non gradivano la presenza nelle loro terre di bande armate, seppure alle dipendenze del sovrano scozzese. Dopo aver trovato rifugio presso la dimora di Sir John Campbell, Duca di Cawdor, il quale intercedette in suo nome presso il re di Scozia, Alasdair MacGregor ottenne il perdono e poté tornare a guidare il suo clan. Nonostante egli si adoperasse nei successivi dieci anni per non minacciare la precaria tregua con la corona, i clan rivali utilizzarono l'editto del re scozzese per minacciare i possedimenti dei MacGregor, in particolare quelli di Rannoch. Anche in questo caso, incapace di trovare la somma di garanzia richiesta, così come di raccogliere degli ostaggi dai tre rami principali del suo clan da offrire come alternativa, Alasdair Macgregor fu di nuovo sottoposto ad una commissione di fuoco e spada nel 1601, presieduta ancora una volta da Archibald Campbell, VII conte di Argyll. Tuttavia, in questa occasione, Campbell si rivelò un alleato dei Macgregor, difendendone la causa nonostante le ripetute denunce da parte del clan rivale dei Colquhoun. Il motivo di questo atteggiamento è da ritrovarsi nel fatto che lo stesso Campbell era in aperto contrasto con i Colquhoun, a loro volta alleati di Ludovico Stewart, II duca di Lennox, suo acerrimo nemico per questioni territoriali.

### I raid contro il clan Colquhoun
Fu proprio Campbell, dopo aver fallito nel convincere lo stesso Alastair MacGregor, ad indurre suo fratello, Iain Dubh, ad effettuare una serie di scorribande contro le proprietà Colquhoun a Glenfinlas, che fruttarono circa 300 mucche, 100 tra cavalli e giumente e 800 pecore. Stanco dei continui assalti contro i suoi possedimenti, Alexander Colquhoun di Luss, il cui padre era stato ucciso dai MacGregor nel 1592, si presentò al cospetto di Giacomo VI a Stirling portando con sé un manipolo di donne, vedove delle vittime dei raid, ognuna con indosso la camicia insanguinata del proprio caro ucciso, a tale vista il sovrano, che notoriamente aborriva la vista del sangue, indisse un'immediata commissione di fuoco e spada contro i MacGregor.

### Lo scontro a Glen Fruin
Forse per evitare le disastrose conseguenze delle nuove accuse mosse contro di lui, o forse incoraggiato dallo stesso Campbell, Alastair MacGregor fuggì da Rannoch e, diretto verso sud, raccolse lungo la strada circa 300 uomini, molti dei quali tra i clan alleati dei Cameron e dei MacDonald di Glencoe, con lo scopo di prendere d'assalto il territorio di Luss, appartenente ai Colquhoun. È dubbio quali fossero le vere intenzioni del capoclan dei MacGregor, così come sono dubbi i veri motivi che portarono a questa spedizione. Le fonti storiche della famiglia MacGregor, sostengono che si trattò di una spedizione punitiva in rappresaglia all'uccisione di alcuni membri dei MacGregor fatti giustiziare per futili motivi dal locale signore di Luss, Sir Humphrey Colquhoun.
Dopo aver attraversato le acque del Loch Long, un bacino d'acqua nell'odierna area amministrativa di Argyll e Bute, Alastair MacGregor si trovò a fronteggiare nei pressi di Glen Fruin, l'esercito radunato preventivamente dai Colquhoun, composto da quasi il doppio di unità rispetto agli uomini dei MacGregor, parte dei quali a cavallo, e raccolti dai clan alleati dei Buchanan, dei Graham e di altri clan del vicino distretto di Lennox. Inizialmente gli uomini di MacGregor furono presi da sconforto nel vedere la compagine nemica, di gran lunga superiore di numero, ma la leggenda vuole che per bocca di una chiaroveggente, la quale sostenne di vedere i corpi dei nemici già avvolti dai loro sudari, l'armata dei MacGregor ritrovò coraggio.
Il corpo principale dei MacGregor, guidato dallo stesso Alastair, si diresse allo scontro diretto contro i Colquhoun, mentre un piccolo manipolo si occupò di disturbare lo schieramento nemico lungo un fianco. Un ruolo fondamentale fu il terreno dello scontro, il cui fondo fangoso si rivelò fatale per la cavalleria dei Colquhoun, i quali invece di essere un punto di vantaggio, si rivelarono un forte peso per il proprio schieramento. Al di là di quanto vogliono le fonti storiche, che parlano di un vero e proprio massacro, la vittoria, inaspettata, fu dei MacGregor, tra le cui perdite occorre annoverare quella del fratello del loro leader, Iain Dubh; mentre i Colquhoun persero all'incirca tra i 300 ed i 400 uomini.

### Le conseguenze dello scontro
La vittoria nella battaglia di Glen Fruin fu fatale al clan Gregor, poiché essa costrinse la corona scozzese a prendere drastiche misure per richiamare il clan ribelle alla sottomissione. Lo stesso sovrano Giacomo VI considerò questa impresa come un insulto personale diretto contro di lui, per il fatto che una simile manifestazione di anarchia contro il suo potere potesse manifestarsi a pochissima distanza da Dumbarton, città che godeva particolari favori da parte della corona scozzese e soprattutto a pochi mesi dalla sua incoronazione alla corona inglese come successore di Elisabetta I. Deciso a non abbandonare la Scozia prima di aver debellato la stirpe ribelle dei MacGregor, offrì un'ingente somma di denaro come taglia per la cattura di Alastair MacGregor e dei suoi affiliati e seguaci, vivi o morti. Poche settimane dopo il nome dei MacGregor cadde in proscrizione ed ogni membro del clan fu costretto, pena la vita, di assumere un nuovo nome, in gran parte quello di chi aveva accettato di dare loro asilo. Dieci anni dopo la persecuzione contro i MacGregor era ancora così viva da far emanare una legge per la quale non era permesso a più di quattro membri del clan di radunarsi e ancora nel 1621 un'ulteriore restrizione impediva loro di possedere qualsiasi tipo di arma. Tuttavia l'iniziativa più eclatante fu la cattura di Alastair MacGregor, il quale, dopo essere riuscito a nascondersi per circa un anno dopo la vittoria di Glen Fruin, fu catturato mentre cercava di raggiungere in barca Inveraray. Condotto ad Edimburgo fu processato per alto tradimento e condannato all'impiccagione che venne eseguita nel 1604 nella stessa Edimburgo, in compagnia di quattro dei suoi familiari. La persecuzione contro i MacGregor per l'impresa di Glen Fruin continuò anche dopo la morte del loro capoclan e diretto responsabile di quell'evento, portando alla quasi totale estinzione del clan.